# Ken Kaneko
Kenichi Kaneko (Yokohama, 30 de março de 1935) é um ator e artista plástico japonês naturalizado brasileiro.
Kaneko é membro da Sociedade Brasileira de Cultura Japonesa.

## Biografia
Emigrou para o Brasil nos anos 60, trabalhando como pintor, para participar da Bienal de Artes e outros salões.

## Filmografia

### Cinema
| Ano  | Título                            | Papel            |
| ---- | --------------------------------- | ---------------- |
| 1980 | Gaijin – Os Caminhos da Liberdade | Kobayashi        |
| 1981 | Eros, o Deus do Amor              | —                |
| 1983 | As Amantes de um Homem Proibido   | Akira            |
| 1985 | O Beijo da Mulher Aranha          | Guarda da prisão |
| 1987 | Tanga (Deu no New York Times?)    | Ditadura         |
| 1988 | Fogo e Paixão                     | Sr. Kaneco       |
| 1988 | Romance da Empregada              | Passageiro       |
| 1992 | Sua Excelência, O Candidato       | Kagashima        |
| 2002 | Durval Discos                     | —                |
| 2003 | Cristina Quer Casar               | —                |
| 2006 | Manual para Atropelar Cachorro    | Cliente          |
| 2008 | O Guerreiro Didi e a Ninja Lili   | Mestre           |
| 2011 | Bushido                           | Samurai          |
| 2011 | Tonrar Yuralria                   | Xamã             |
| 2011 | Corações Sujos                    | Matsuda          |
| 2014 | A Grande Vitória                  | Sensei Umakakeba |
| 2014 | Lapso                             | Sábio            |

### Televisão
| Ano     | Título                   | Papel                                                 | Nota                                    |
| ------- | ------------------------ | ----------------------------------------------------- | --------------------------------------- |
| 1981    | Os Imigrantes            | —                                                     |                                         |
| 1983    | Guerra dos Sexos         | turista no táxi que Nando toma para perseguir Verusca | Participação                            |
| 1985    | De Quina pra Lua         | Akira                                                 |                                         |
| 1985    | Armação Ilimitada        | Capitão                                               |                                         |
| 1988    | O Pagador de Promessas   | Cliente da Boate Anjo Azul                            |                                         |
| 1990    | La Mamma                 | Secretário                                            |                                         |
| 1990    | Os Trapalhões            | Prof. Japonês dos Kanekos                             | Episódio: "A Cadeira da Verdade"        |
| 1991–92 | Mundo da Lua             | Tio Kato                                              |                                         |
| 1996    | Chico Total              | Vários personagens                                    |                                         |
| 1996    | O Rei do Gado            | Japonês                                               | (1.ª fase)                              |
| 2000    | Straight News            | Kazushi Kato                                          |                                         |
| 2004    | Metamorphoses            | Yukio Aoki                                            |                                         |
| 2004    | A Diarista               | Yamasaki                                              | Episódio: "O Japão Nosso de Cada Dia"   |
| 2005    | Senta que Lá vem Comédia | –                                                     | Episódio: "Sua Excelência, o Candidato" |
| 2006    | Cobras & Lagartos        | Zao                                                   |                                         |
| 2008    | Água na Boca             | Akira Mizoguchi                                       |                                         |
| 2008    | 9mm: São Paulo           | Sr. Kodama                                            | Episódio: "O Estreito Caminho da Lei"   |
| 2011    | Morde & Assopra          | Hinoue                                                |                                         |
| 2012    | Carrossel                | Mestre Takeshi Mishima                                | Participação                            |
| 2016    | Os Velhinhos se Divertem | Vários personagens                                    |                                         |
| 2016    | Sol Nascente             | Takeshi                                               | Episódio: "2 de outubro"                |
| 2017    | A Grande Viagem          | Senhor                                                | 1 episódio                              |

### Internet
| Ano  | Título     | Papel     |
| ---- | ---------- | --------- |
| 2016 | Sol Poente | Don Luigi |